# Alopias
Alopias is een geslacht van kraakbeenvissen uit de familie van de Alopiidae (voshaaien). 

## Soorten
- Alopias pelagicus Nakamura, 1935 – Pelagische voshaai
- Alopias superciliosus (Lowe, 1840) – Grootoogvoshaai
- Alopias vulpinus (Bonnaterre, 1788) – Voshaai